# Associazione Italiana Combattenti Interalleati
L'Associazione Italiana Combattenti Interalleati (AICI) è il ramo italiano dell'Associazione Combattenti Interalleati, fondata per onorare il ricordo dei soldati caduti in guerra.

## Storia
L'Associazione Combattenti Interalleati nacque in Francia nel 1905. Durante la prima guerra mondiale, su autorizzazione francese, fu fondata in Italia l'equivalente Associazione Italiana Combattenti Interalleati (A.I.C.I.).
Inattiva durante il ventennio fascista e la seconda guerra mondiale, fu ricostituita nel 1946 con la stessa denominazione. Il 14 marzo 1986, ad Alessandria, fu approvato l'atto costitutivo dell'attuale forma dell'associazione. Tra i fondatori il deputato e ministro Pier Luigi Romita che ne divenne primo presidente nazionale. L'Associazione Combattenti Interalleati è presente, oltreché in Francia e in Italia, in tutta Europa e anche in Australia e in Canada.

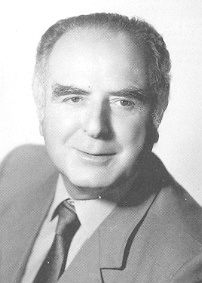
Pier Luigi Romita

Su proposta del Presidente del Consiglio dei Ministri, con il DPR 17 aprile 1990 l'associazione ha avuto il formale riconoscimento come personalità giuridica ed è stato approvato il suo statuto.
La sua festa nazionale è il 22 giugno in ricordo della data del suo riconoscimento giuridico e il suo patrono è Massimiliano Maria Kolbe.

## I presidenti nazionali

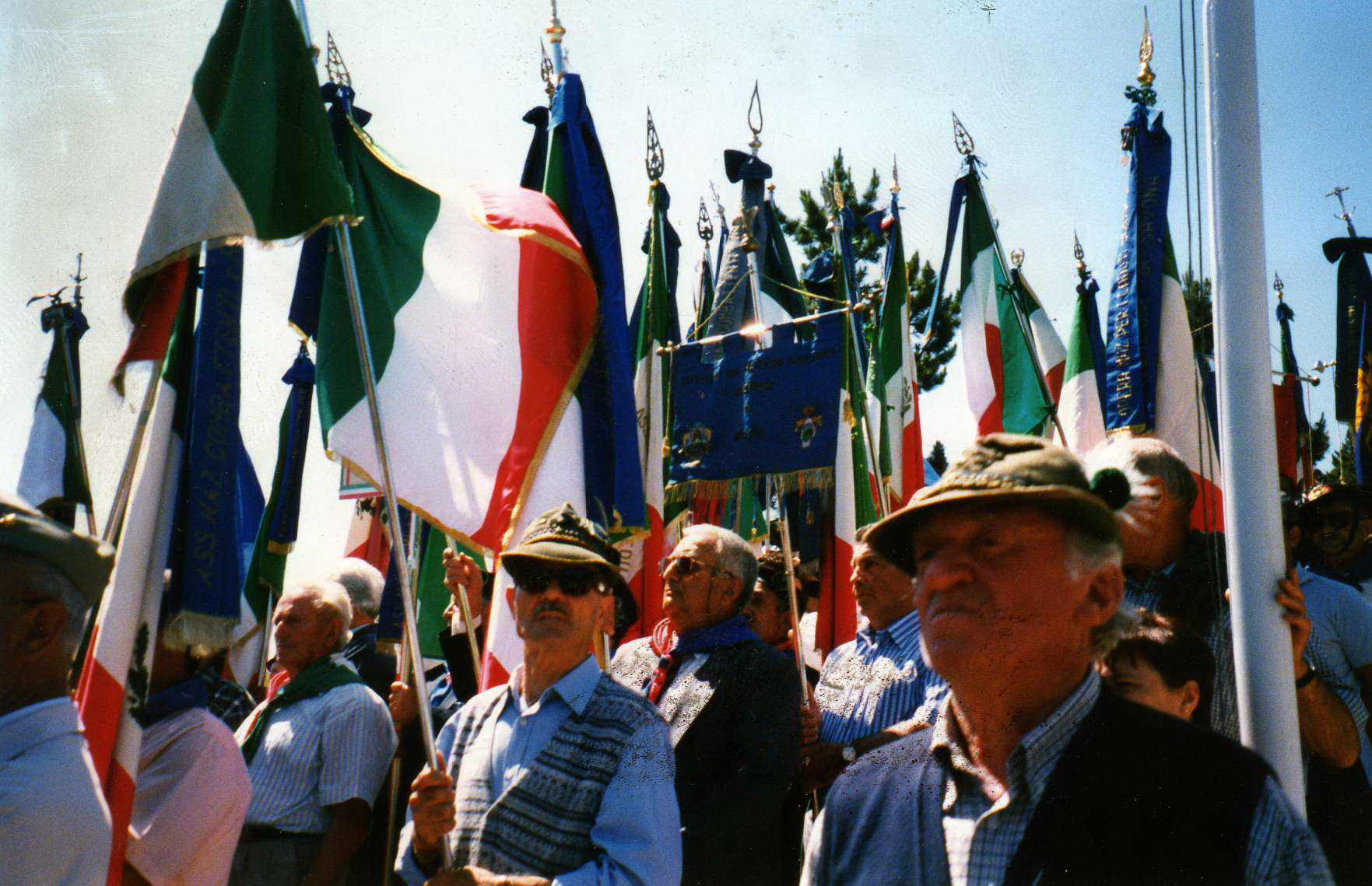
rappresentanza AICI

Ad oggi si sono succeduti come presidenti nazionali:
- Pier Luigi Romita dal 1990 al 2003
- Guido Bellocci dal 2003 al 2007
- Vittorio Galoppini dal 2007

## Scopi
L'associazione, apolitica e apartitica, si propone di onorare tutti i caduti nelle due guerre mondiali, militari e civili, di tutti i paesi d'Europa. Ai sensi dello statuto, l'associazione ha in particolare come obiettivi:
- il ricordo dei caduti
- lo sviluppo i vincoli di amicizia fra gli ex combattenti, appartenenti alle forze armate e ai corpi armati dello stato in servizio e in congedo;
- riaffermare i vincoli di amicizia e di solidarietà fra ex combattenti della Comunità Europea e di tutti coloro che, nell'esercizio della loro attività militare, di polizia o umanitaria si battono per i valori di libertà, pace e democrazia e dimostrano amor di patria e attaccamento alle istituzioni
- la promozione della cooperazione con tutte le associazioni combattentistiche e d'arma italiane e alleate al fine di mantenere vivo lo spirito di fraternità e pace
- la tutela degli interessi morali e materiali dei propri associati
- lo svolgimento di attività ricreative e culturali finalizzate a manifestazioni patriottiche ed europeistiche

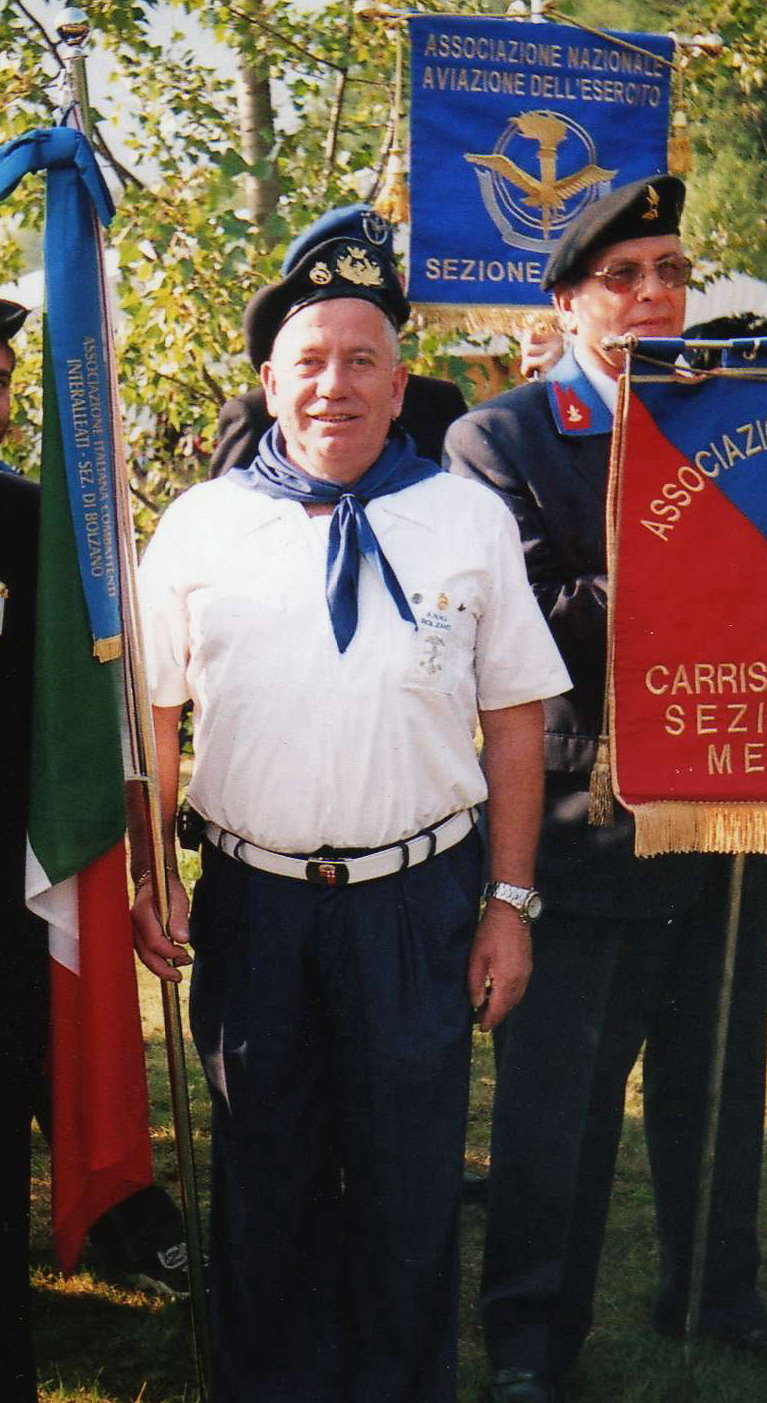
Alfiere AICI

## Attività
Iniziative istituzionali conformi alle finalità sociali (raduni, cerimonie, attività ricreative, tutela degli iscritti, ecc.).

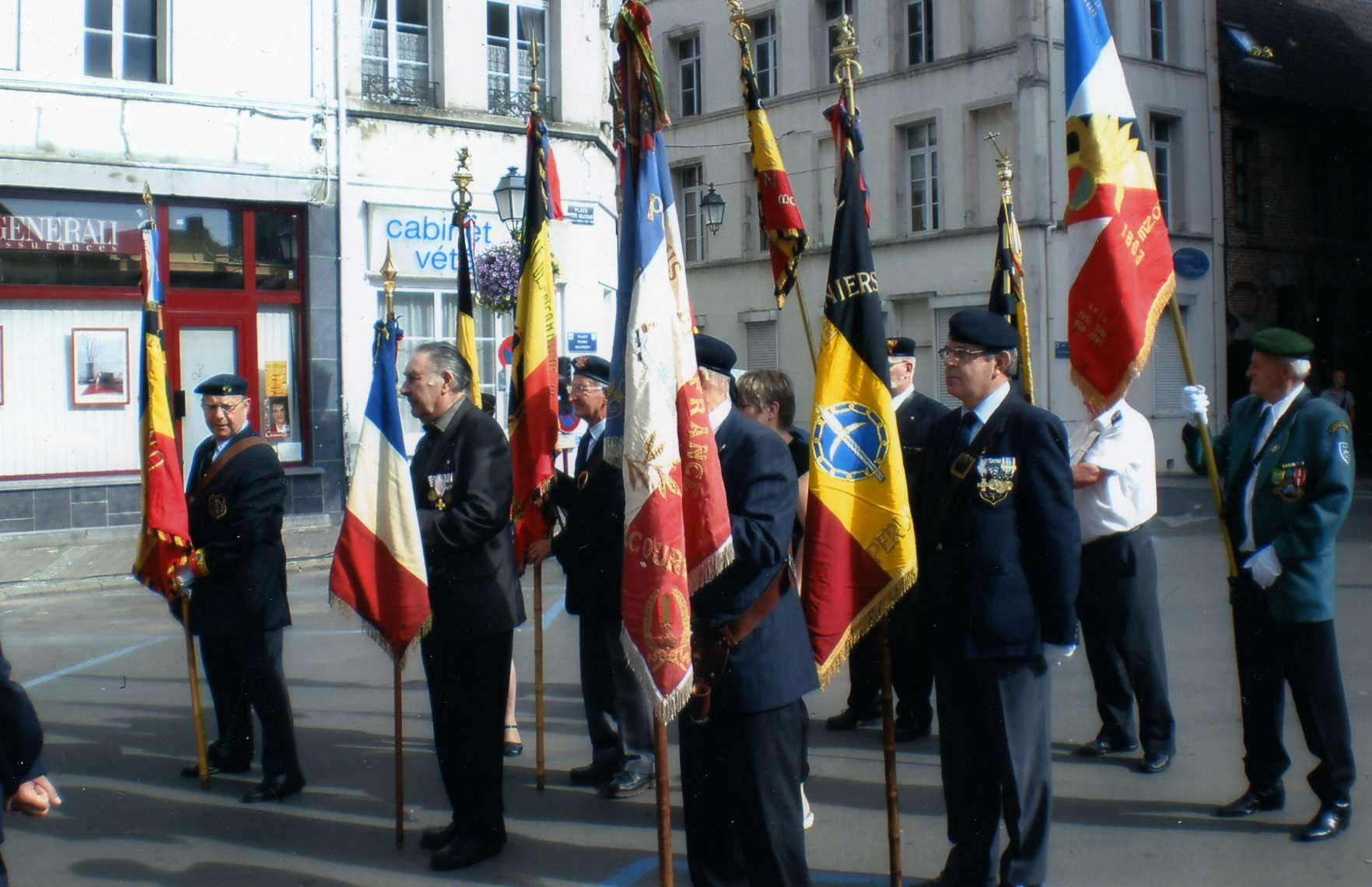
rappresentanza AICI

## Relazioni e riconoscimenti

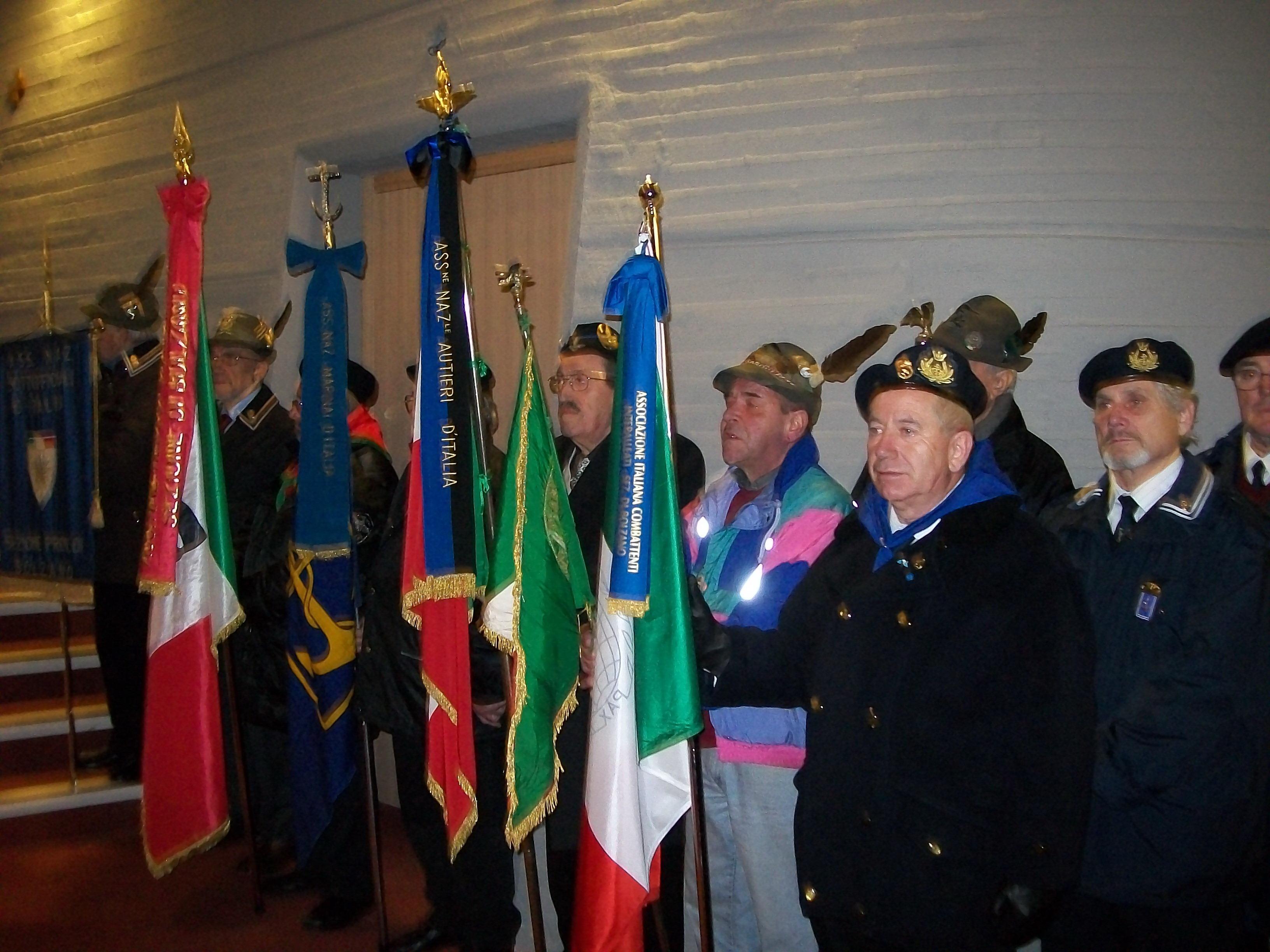
rappresentanza AICI

L'Associazione Italiana Combattenti Interalleati  fa parte dell'elenco del Ministero della Difesa delle associazioni da invitare alle cerimonie pubbliche e:
- aderisce alla Confederazione Italiana fra le Associazioni Combattentistiche e Partigiane
- ha aderito in passato alla Confédération Européenne des Anciens Combattants (CEAC), che si prefigge di fondere in un comune ideale tutti i combattenti d'Europa, onde pervenire all'unità e all'eguaglianza fra tutti i combattenti.

Quest'ultima realizzò all'epoca la Croce del Combattente d'Europa (semplice “Distinzione Associativa”, approvata dal Superiore Consiglio Europeo e convalidata con pubblicazione sulla Gazzetta Ufficiale in data 13-1-1968), composta tre croci riunite che si riferiscono alla civiltà occidentale ed alla sua unificazione:
- la croce bianca è il simbolo della pace;
- la croce rossa simboleggia il sacrificio dei caduti e dei martiri e le sofferenze dei milioni di morti, di deportati, di mutilati, delle vedove e degli orfani vittime delle guerre fratricide e devastatrici;
- la croce dorata simboleggia la gloria di quanti hanno combattuto con onore per la propria patria.

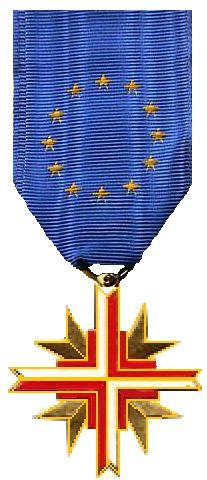
Croce del Combattente d'Europa

È inoltre stata insignita della Medaglia della Liberazione dal Ministro della Difesa nel dicembre 2015, essendo fra le realtà associazionistiche che da allora si impegnano per mantenere viva la memoria di quelle vicende fondanti della Repubblica e trasmetterne i valori alle nuove generazioni.  Essa è una medaglia commemorativa (denominata “Medaglia della liberazione”) realizzata dal ministero della Difesa in occasione del 70º anniversario della liberazione, che è stata consegnata consegnato a coloro che hanno partecipato alla Resistenza e alla lotta di liberazione ed alle associazioni che li rappresentano.
Tra le Associazioni consimili e operanti in ambito nazionale, l'A.I.C.I. ha sottoscritto nel 2020 un Patto di Alleanza e Mutuo Riconoscimento con il Centro XXV Aprile, associazione patriottica che ebbe tra i propri fondatori e presidenti onorari Lelio Speranza.